# Anydrelia distorta
Anydrelia distorta är en fjärilsart som beskrevs av George Francis Hampson 1895. Anydrelia distorta ingår i släktet Anydrelia och familjen mätare. Inga underarter finns listade i Catalogue of Life.